# Conclave de 1294
El conclave de 1294 es va celebrar a Nàpols el 23 i 24 de desembre de 1294. Fou convocat després de la renúncia papal del Papa Celestí V el 13 de desembre de 1294. Feia pocs mesos que Celestí V havia restaurat la Constitució Ubi periculum del Papa Gregori X, que havia estat suspesa pel Papa Adrià V el juliol de 1276. A partir d'aquest moment totes les eleccions papals han estat conclaves. Va ser el primer conclave celebrat amb el papa precedent en vida, el segon va ser el conclave de 2013 després de la renúncia del Papa Benet XVI.

## Abdicació de Celestí V

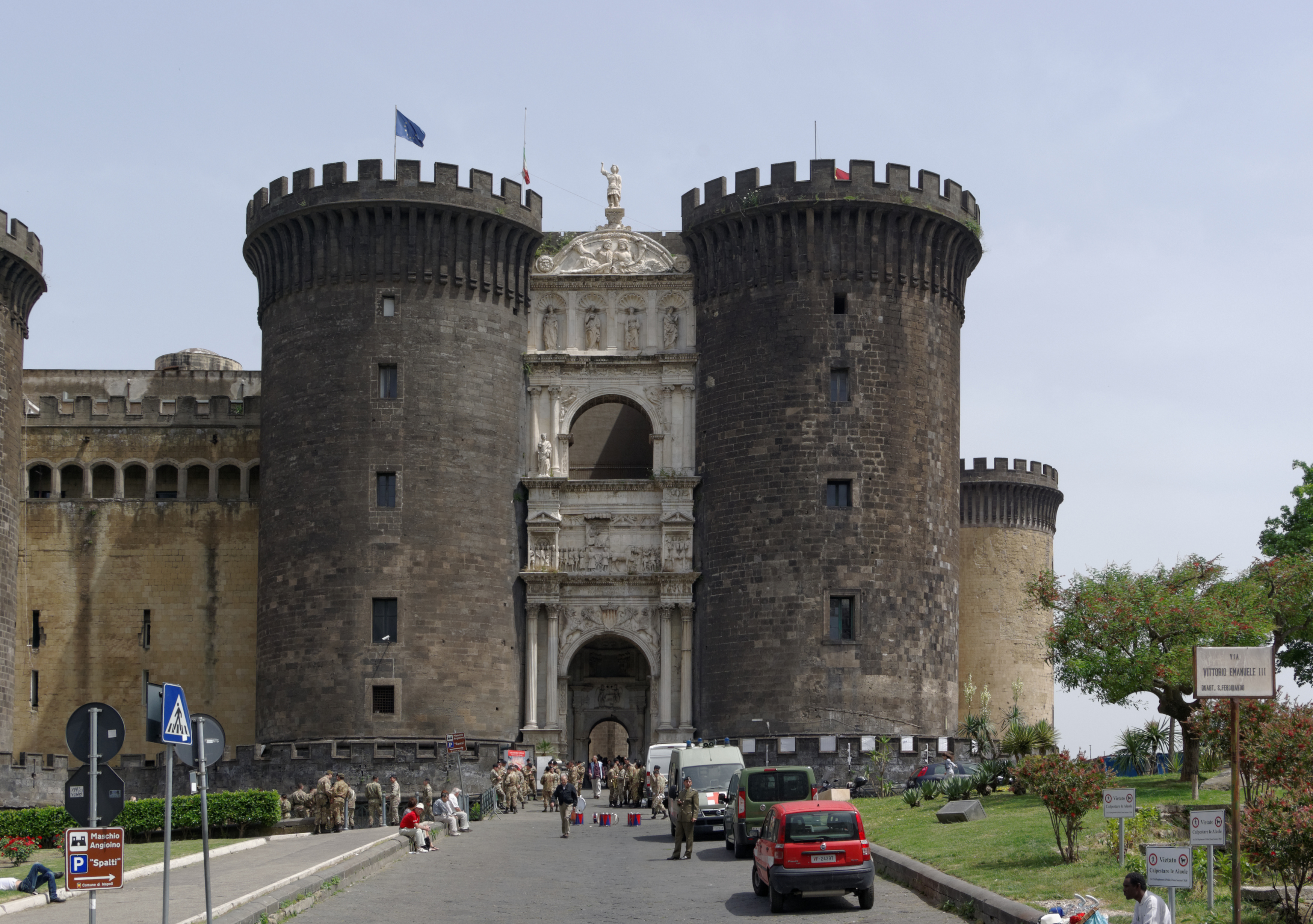
El Castell Nou de Nàpols, on se celebrà el conclave

Celestí V, fundador dels Celestins, àmpliament estimat i venerat per la seva bondat, va ser elegit el 7 de juliol de 1294, com una solució de compromís després de dos llargs anys de seu vacant. Aviat es va evidenciar que aquest sant eremita era totalment incompetent i inadequat per dur a terme l'activitat que s'espera d'un papa. Admetent la seva pròpia incompetència poc temps després de l'elecció, Celestí va expressar la seva voluntat d'abdicar i tornar a la seva cova solitària a les muntanyes Abruzzi. No obstnat, abans de fer-ho va publicar dues butlles. La primera butlla estableix les normes relatives a l'abdicació papal. La segona butlla (Quia in futurum, del 28 de setembre de 1294) va restaurar la constitució Ubi periculum, que establia el conclave papal; una constitució que havia estat suspesa pel Papa Adrià V el juliol de 1276. Durant el seu curt papat, també va crear 13 nous cardenals. Finalment, el 13 de desembre de 1294, Celestí V va abdicar des de Nàpols, tres dies després de confirmar la restauració de la institució del conclave papal.
S'ha dit sovint que la suposada gran influència de l'ambiciós cardenal Benedetto Caetani i les seves pressions a Celestí V van tenir un pes important en la decisió de Celestí d'abdicar, però també és segur que va ser una decisió totalment voluntària del papa, i que el rol de Caetani estava limitat a la participació en la solució dels problemes legals relacionats amb la resignació papal. En particular, hi havia dubtes sobre si un papa podia renunciar totalment, i qui havia de ser la persona que acceptés la resignació.

## El Conclave
Segons les normes establertes per Gregori X a la constitució apostòlica Ubi Periculum, ratificada pel mateix Celestí V, deu dies després la renúncia el Col·legi Cardenalici es reuní en conclave: el 23 de desembre s'inicià amb la Missa solemne de l'Esperit Sant. Segons Tolomeo da Lucca, el rei de Nàpols Carles també va estar present a les votacions A la primera votació, segons informes no confirmats, el cardenal Matteo Orsini hauria obtingut la majoria de vots, però hauria rebutjat la nominació. Així hauríem arribat a la tercera votació, el 24 de desembre, quan el cardenal Benedetto Caetani va ser elegit papa, pel procediment d'accessio, com ens diu Jacopo Stefaneschi, subdiaca apostòlic i nebot de Nicolau III: "Post hujusmodi Caelestini cessionem die undecima, vigilia scilicet natalis Domini, quae labentis tunc millesimi ducentesimi nonagesimi quarti anni ultimo decurrebat die, Bonifacius VIII, tunc Benedictus Gajetanus nomine, Anagnia ortus, profunde juris utriusque scientiae, longique in illis exercitii, docteque experientiae, in Romana ecclesia moribus veteranus, cardine etiam insignis, in summum Pontificem scrutinio accessioneque eligitur".
Va prendre el nom papal de Bonifaci VIII i va ser coronat solemnement al Laterà pel cardenal protodiaca Matteo Rubeo Orsini, que també li va imposar el pal·li.

## Participants
Al conclave del 23-24 de desembre de 1294 segurament van participar 22 cardenals. Un 23è, Francesco Ronci, citat per Salvador Miranda a la seva llista, no participà en tant que probablement ja era mort (va morir en una data incerta després del 13 d'octubre).
D'aquests, 11 havien estat creats per Celestí V en el seu únic consistori, i en el qual la majoria dels nomenats eren d'origen francès, per l'evident influència del sobirà anjoví o provenien d'ordes religiosos i mendicants; 5 havien estat creats per Nicolau IV, un per Honori IV, un per Martí IV, dos per Nicolau III i un per Urbà IV

### Cardenals presents al conclave[8]
| Nom                                  | País              | Títol | Càrrec                                                                                         |
| ------------------------------------ | ----------------- | --- | ---------------------------------------------------------------------------------------------- |
| Hugues Aycelin de Billom, O.P.       | Regne de França   | Cardenal bisbe de Velletri i Òstia; Cardenal prevere in commendam del títol de Santa Sabina                     | Degà del Sacre Col·legi                                                                        |
| Matteo d'Acquasparta, O.F.M.         | Estats Pontificis | Cardenal bisbe de Porto i Santa Rufina                                                                          | Gran Penitencier                                                                               |
| Gerardo Bianchi                      | Parma             | Cardenal bisbe de Sabina                                                                                        | Legat pontifici a Sicília; Auditor de les cartes apostòliques                                  |
| Nicolas de Nonancour                 | Regne de França   | Cardenal prevere de San Lorenzo in Damaso                                                                       | Degà del capítol catedralici de Notre Dame de Paris                                            |
| Giovanni Boccamazza                  | Estats Pontificis | Cardenal bisbe de Frascati                                                                                      | Legat pontifici emèrit a Alemanya, Escandinàvia, Bohèmia i Polònia                             |
| Benedetto Caetani                    | Estats Pontificis | Cardenal prevere del títol de Ss. Silvestro e Martino i diaca in commendam de San Nicola a Carcere; elegit papa | Cardenal protoprevere; Legat pontifici emèrit a França i Anglaterra                            |
| Simon de Beaulieu                    | Regne de França   | Cardenal bisbe de Palestrina                                                                                    | Administrador de l'abadia de Notre-Dame de la Charité a Besançon; Arquebisbe emèrit de Bourges |
| Pietro Peregrossi, O.F.M.            | Senyoriu de Milà  | Cardenal prevere del títol de S. Marco                                                                          | Camarlenc del Sacre Col·legi cardenalici                                                       |
| Robert de Pontigny, O. Cist.         | Regne de França   | Cardenal prevere de Santa Pudenziana                                                                            | Abat general de l'Orde del Císter                                                              |
| Tommaso di Ocre, O. Cel.             | Regne de Nàpols   | Cardenal prevere de Santa Cecilia                                                                               | Camarlenc de la Santa Església Romana                                                          |
| Pietro dell'Aquila, O.S.B.           | Regne de Nàpols   | Cardenal prevere de Santa Croce in Gerusalemme                                                                  | Bisbe emèrit de Sulmona i Valva                                                                |
| Simon d'Armentières, O.S.B. Clun.    | Regne de França   | Cardenal prevere de Santa Balbina                                                                               | Prior del Monestir de La Charité-sur-Loire                                                     |
| Giovanni di Castrocoeli, O.S.B. Cas. | Regne de Nàpols   | Cardenal prevere de santi Vitale, Valeria, Gervasio e Protasio                                                  | Vice-Cancellere de Santa Església Romana, Administrador apostòlic de Benevento                 |
| Matteo Rubeo Orsini                  | Estats Pontificis | Cardenal diaca de Santa Maria a Portico Octaviae i prevere in commendam de Santa Maria in Trastevere            | Cardenal protodiaca; arxiprest de la Basílica Vaticana                                         |
| Bérard di Got                        | Regne de França   | Cardenal bisbe d'Albano                                                                                         | Arquebisbe emèrit de Lió                                                                       |
| Guglielmo Longhi                     | Bèrgam            | Cardenal diaca de San Nicola in Carcere                                                                         | Confessor de Sa Santedat; Canceller de Carles II de Sicília                                    |
| Giacomo Colonna                      | Estats Pontificis | Cardenal diaca de Santa Maria a Via Lata                                                                        | Arxiprest de la Basílica Liberiana                                                             |
| Jean Le Moine                        | Regne de França   | Cardenal prevere de Santi Marcellino e Pietro                                                                   | Bibse emèrit d'Arras                                                                           |
| Napoleone Orsini                     | Estats Pontificis | Cardenal diaca de Sant'Adriano al Foro                                                                          | Capellà papal; Auditor de la Sacra Rota Romana                                                 |
| Landolfo Brancaccio                  | Regne de Nàpols   | Cardenal diaca de Sant'Angelo a Pescheria                                                                       | Vice-Canceller de la Santa Església Romana, Administrador apostòlic de Benevento               |
| Guillaume de Ferrières               | Regne de França   | Cardenal prevere del títol de S. Clemente                                                                       | Canceller de Carles II d'Anjou                                                                 |
| Pietro Colonna                       | Estats Pontificis | Cardenal diaca de Sant'Eustachio                                                                                | Protector de l'Orde dels Ermitans de Sant Agustí                                               |

### Absents al conclave
| Nom                | País            | Títol                   | Càrrec                                         |
| ------------------ | --------------- | ----------------------- | ---------------------------------------------- |
| Raoul de Grosparmy | Regne de França | Cardenal bisbe d'Albano | Legat pontifici al Regne de Sicília i a França |